# Xorides konumensis
Xorides konumensis är en stekelart som först beskrevs av Tohru Uchida 1928.  Xorides konumensis ingår i släktet Xorides och familjen brokparasitsteklar. Inga underarter finns listade i Catalogue of Life.